# レイキャヴィーク空港
レイキャヴィーク空港（レイキャヴィークくうこう、アイスランド語: Reykjavíkurflugvöllur）はアイスランドの首都、レイキャヴィークにある国内線空港。市街地のすぐ西に位置しバスターミナルに近い。
路線は、レイキャヴィークに次ぐ国内第2の都市アークレイリ、東アイスランドの中心エイイルススタジル、ヘプン等。フェロー諸島やグリーンランドに向けた一部国際線も就航しているが、大部分の国際線はレイキャヴィークから西に50kmほど離れたケプラヴィーク国際空港が利用されている。

## 施設
附属施設は空港の周囲に分散して位置している。空港の東側、ペルトラン寄りの一角には管制塔、消防設備、空港使用各社の事務所がある。一方エア・アイスランドは空港の西側に独立したターミナルを持ち、同社の運航路線（コードシェア運航のアトランティック航空便を含む）はこちらで扱われている。

## 歴史
レイキャヴィーク空港のある一帯は、1919年から試験的な飛行の際に離着陸場所として利用されていた。1940年にはアイスランドに侵攻したイギリス軍により、本格的な施設が整備された。戦後、施設はアイスランド側に引き渡され、空港として利用されている。

## 就航航空会社と就航都市
| 航空会社             | 就航地                                                                                             |
| -------------------- | -------------------------------------------------------------------------------------------------- |
| エア・アイスランド   | アークレイリ、イーサフィヨルズゥル、イルリサット、エイイルススタジル、クルスック、ナルサルスアーク |
| イーグル・エア       | ヴェストマンナエイヤル、ギョーグル、ビールドゥダールル、フーサヴィーク、ホルナフィヨルズゥル       |
| アトランティック航空 | 季節運航:ヴォーアル                                                                                |